# 白琵鷺

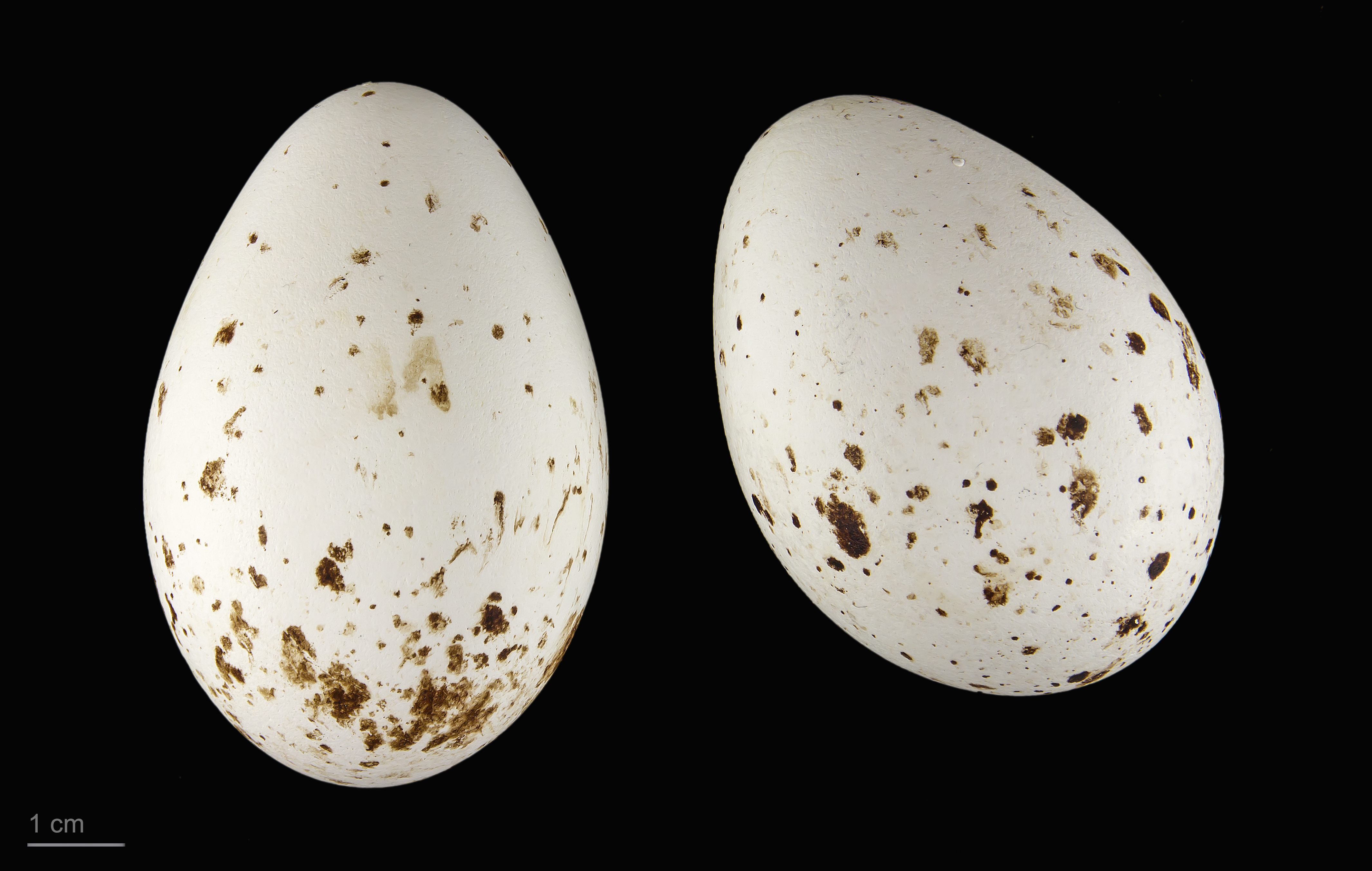
卵 Platalea leucorodia

白琵鹭（學名：Platalea leucorodia），屬於鹮科琵鹭属。

## 生态环境
喜欢在泥泞水塘、湖泊或泥滩等生境中活动，常在水中缓慢前进，嘴往两旁甩动以寻找食物。

## 分布地域
分布于欧亚大陆；非洲；夏季或许繁殖于新疆西北部天山至东北各省。冬季南迁经中国中部至云南、东南沿海省份、台湾及澎湖列岛。

## 特征
特有的琵琶型的大嘴是琵鹭类鸟类共有的特征，長得很像可能混群的黑脸琵鹭，與黑脸琵鹭比较，白琵鹭显得体型稍大一点，而且脸部黑色少，琵琶型的嘴末端黄色，面部裸露的皮肤黄色，由眼先到眼睛有一条幼细的黑纹。繁殖期的白琵鹭有明显的冠羽，冠羽和胸前的羽毛为黄色。

## 食物
滩涂湿地各种细小生物，琵琶型的嘴有如探雷器，帮助他们发现食物，相比于鸻鹬类细长的喙琵鹭的嘴更适合发掘浅层的食物。

## 繁殖与保护
- CITES濒危等级：附录II（生效年代：1997年）
- 中国国家重点保护等级：二级 生效年代：1989年
- 中国濒危动物红皮书等级：易危 生效年代：1996年
- 其被列為《瀕危野生動植物種國際貿易公約》附錄二的物種，被限制出口及貿易。

目前全世界超過一萬隻。